# 阿里史 (羅東鎮)
阿里史，是台灣宜蘭縣羅東鎮的一個傳統地域名稱，位於該鎮西南部。相較於今日行政區，其範圍大致包括成功里、西安里、維揚里、漢民里、中山里西半部、賢文里南部東段。
本地區東北部因與羅東市中心相連，已發展成為羅東市區的一部分。

## 歷史
台灣清治末期，阿里史地區為一街庄，稱為「阿里史庄」，隸屬於羅東堡。該庄東與羅東街、十六份庄、九份庄為鄰，南與順安庄為鄰，西南與鹿埔庄為鄰，西邊為廣興庄，西北邊為北成庄，東北邊為竹林庄。
1901年（日治明治三十四年）11月，廢縣廳改設二十廳，該庄隸屬於宜蘭廳，編入第十二區。1905年（明治三十八年）7月，第十二區改名「羅東區」。1909年（明治四十二年）10月，合併二十廳為十二廳，該庄仍隸屬於宜蘭廳。1920年（大正九年），廢十二廳改設五州二廳，該庄改制為「阿里史」大字，隸屬於臺北州羅東郡羅東街，大字下有「阿里史」、「浮崙」小字名。
戰後羅東街改制為羅東鎮，隸屬於臺北縣，大字改制為里。1950年10月，北、基、宜分治，羅東鎮改隸屬於宜蘭縣。

## 聚落
本地區發展較早的聚落有阿里史、浮崙等，在日治期初期的官方地圖上已有記載。

## 交通
省道台9線（純精路二段～一段）又稱「東部幹線」，是台北經東台灣至屏東楓港的幹道，大致以北向南繞弧形轉西北—東南走向經過阿里史地區東部。由該道路向北繞過羅東市中心後可前往五結西北部、宜蘭、礁溪、頭城西南部、坪林等地，向東南可前往冬山、蘇澳、南澳等地。
省道台7丙線（中山路四段～三段）是大同鄉牛鬥橋至五結鄉利澤簡的幹道，大致以西南西－東北東走向轉西北西—東南東走向經過本地區北部。由該道路向西南西可前往冬山西北部、三星、大同鄉牛鬥橋並止於省道台7線本線路口，向東南東可前往經羅東市中心區可前往五結利澤簡並止於省道台2戊線路口。
鄉道宜30-1線（西安街、成功街、維揚路、南門路）是冬山鄉鹿埔經羅東至冬山鄉冬山河森林公園的道路，大致以西南—東北走向由本地區西南側入境蜿蜒而行，後轉東至成功街路口轉東北蜿蜒而行，後轉北至維揚路路口轉東，過省道台9線後路名易為南門路，續向東轉東南東由本地區東側出境。由該道路向西南可前往鹿埔並止於鄉道宜28線路口，向東南東可前往十六份、九份、打那美與武罕交界地帶、珍珠里簡並止於大員排水北側不遠處。
鄉道宜32線是冬山鄉松樹門至西安的道路，其北側端點位於本地區西南端邊界地帶鄉道宜30-1線路口。由此向南沿一段邊界而行，出境後可前往鹿埔東部並止於鄉道宜30線路口。

## 學校
- 東光國中
- 成功國小

## 文化資產
- 聖母升天堂（縣定古蹟）

## 廟宇
- 羅東孔子廟（孔廟）
- 善法寺（龍華教齋堂）